# Stor-Acktjärnen, Gästrikland
Stor-Acktjärnen är en sjö i Ockelbo kommun i Gästrikland och ingår i Gavleåns huvudavrinningsområde. Sjön har en area på 0,13 kvadratkilometer och ligger 224,3 meter över havet. Sjön avvattnas av vattendraget Tansbäcken.

## Delavrinningsområde
Stor-Acktjärnen ingår i det delavrinningsområde (675157-153789) som SMHI kallar för Ovan 674991-153833. Medelhöjden är 244 meter över havet och ytan är 2,63 kvadratkilometer. Det finns inga avrinningsområden uppströms utan avrinningsområdet är högsta punkten. Tansbäcken som avvattnar avrinningsområdet har biflödesordning 2, vilket innebär att vattnet flödar genom totalt 2 vattendrag innan det når havet efter 87 kilometer. Avrinningsområdet består mestadels av skog (87 procent). Avrinningsområdet har 0,13 kvadratkilometer vattenytor vilket ger det en sjöprocent på 4,8 procent.